# قلعة جحاور (شرس)

تعديل مصدري - تعديل

قلعة جحاور هي إحدى قرى عزلة شرس الاسفل بمديرية شرس التابعة لمحافظة حجة، بلغ تعداد سكانها 151 نسمة حسب تعداد اليمن لعام 2004.